# Nicephora ulla
Nicephora ulla är en insektsart som beskrevs av Andrej Vasiljevitj Gorochov 1998. Nicephora ulla ingår i släktet Nicephora och familjen vårtbitare. Inga underarter finns listade i Catalogue of Life.